# Betriebsvermögen
Betriebsvermögen ist im deutschen Steuerrecht der Wert aller aktiven Wirtschaftsgüter eines Betriebs abzüglich der Werte aller Schulden. Insofern entspricht der steuerrechtliche Begriff des Betriebsvermögens dem ökonomischen Begriff des Eigenkapitals.
Allerdings bezeichnet Betriebsvermögen auch die Menge aller Wirtschaftsgüter, die nach ihrer Art und nach ihrer Funktion in einem betrieblichen Zusammenhang stehen. Wirtschaftsgüter, die zwingend zum Betriebsvermögen gehören, bilden das notwendige Betriebsvermögen; solche, die in Ausübung eines Wahlrechts zum Betriebsvermögen gerechnet werden, bilden das gewillkürte Betriebsvermögen. Das Betriebsvermögen entspricht nicht notwendig dem umsatzsteuerlichen Unternehmensvermögen.

## Betriebsvermögensvergleich
Das deutsche Einkommensteuerrecht definiert den Gewinn eines Betriebs als Unterschiedsbetrag zwischen dem Betriebsvermögen am Schluss des Wirtschaftsjahres und dem Betriebsvermögen am Schluss des vorangegangenen Wirtschaftsjahres, vermehrt um den Wert der Entnahmen und vermindert um den Wert der Einlagen, § 4 Abs. 1 EStG.

## Notwendiges Betriebsvermögen
Dazu zählen Gegenstände, die ausschließlich und unmittelbar für eigenbetriebliche Betriebszwecke genutzt werden oder zumindest dafür bestimmt sind. Eigenbetrieblich genutzte Wirtschaftsgüter sind auch dann Betriebsvermögen, wenn sie nicht in der Buchführung und in der Bilanz ausgewiesen sind. Wirtschaftsgüter, die nicht Grundstücke oder Grundstücksteile sind und die zu mehr als 50 % eigenbetrieblich genutzt werden, sind in vollem Umfang notwendiges Betriebsvermögen.
Soweit ein Grundstücksteil diese Bedingungen erfüllt, ist dieser ebenfalls notwendiges Betriebsvermögen (eigenbetriebliche Nutzung R 4.2 Abs. 7 EStR).

## Gewillkürtes Betriebsvermögen
Im Rahmen der Einkünfte aus Gewerbebetrieb können Wirtschaftsgüter, die in einem gewissen objektiven Zusammenhang mit dem Betrieb stehen und ihn zu fördern bestimmt oder geeignet sind, bei der Gewinnermittlung durch Betriebsvermögensvergleich (§ 4 Abs. 1 EStG in Verbindung mit EStG) und bei der Gewinnermittlung durch Einnahmenüberschussrechnung (§ 4 Abs. 3 EStG) als gewillkürtes Betriebsvermögen behandelt werden. Bei einer betrieblichen Nutzung von mindestens 10 % ist bei Gewinnermittlung durch Betriebsvermögensvergleich ein Ausweis dieser Wirtschaftsgüter als gewillkürtes Betriebsvermögen möglich. Fremdvermietete Grundstücksteile erfüllen diese Voraussetzungen:
- Grundstücksteil dient fremden betrieblichen Zwecken (zum Beispiel vermietet an einen Arzt für seine Praxis)
- Grundstücksteil dient fremden Wohnzwecken (zum Beispiel vermietet an Max Mustermann als Wohnung)

Die Einkünfte aus Land- und Forstwirtschaft und die  Einkünfte aus selbständiger Arbeit stellen mangels Gewerbesteuerpflicht privilegierte Einkunftsarten dar. Aus diesem Grund sind die Voraussetzungen zur Bildung gewillkürten Betriebsvermögens hier enger.

## Sonderbetriebsvermögen
Sonderbetriebsvermögen kann nur bei Personengesellschaften vorkommen. Zum Sonderbetriebsvermögen gehören zunächst Wirtschaftsgüter, die ein Mitunternehmer der Personengesellschaft für deren Betrieb überlässt (SBV I), § 15 Abs. 1 Nr. 2 S. 1 2. HS EStG. Die Wirtschaftsgüter gehören zivilrechtlich allein dem Gesellschafter und fallen nicht in das Gesamthandseigentum der Personengesellschaft. Ertragsteuerlich wird das Sonderbetriebsvermögen als Betriebsvermögen und nicht als Privatvermögen behandelt. Kommt es durch einen Erbfall zu einem Auseinanderfallen der Inhaberschaft am Mitunternehmeranteil und des Eigentums am Sonderbetriebsvermögen, werden stille Reserven aufgedeckt und sind als Entnahmegewinn des Erblassers zu versteuern.
Beispiel:
E ist Gesellschafter einer OHG und Eigentümer eines Grundstücks. Das Grundstück stellt er der OHG als Lagergrundstück zur Verfügung. Als E stirbt wird seine Tochter Alleinerbin und erbt den Mitunternehmeranteil des E an der OHG. Das Grundstück hat E seiner Lebensgefährtin L im Wege des Vermächtnisses zugewendet. Damit fallen mit Erfüllung des Vermächtnisses Gesellschafter- und Eigentümerstellung auseinander. Das Grundstück gilt einkommensteuerrechtlich als entnommen.
Zum Sonderbetriebsvermögen gehören auch Wirtschaftsgüter, die zwar nicht unmittelbar der Gesellschaft zur Nutzung überlassen wurden, jedoch zur Begründung oder Stärkung der Beteiligung des Gesellschafters eingesetzt werden sollen (=SBV II).
Beispiele für SBV II:
- Beteiligung des Gesellschafters einer GmbH & Co. KG an der Komplementär-GmbH.
- Beteiligung an der Betriebskapitalgesellschaft im Rahmen einer Betriebsaufspaltung

## Privatvermögen
Das Handelsrecht spricht zwar in § 264c Abs. 3 Satz 1 HGB vom Privatvermögen als dem „sonstigen Vermögen der Gesellschafter“, unterlässt es allerdings, den Begriff zu definieren. Eine Definition ist insbesondere deshalb entbehrlich, weil sich das Privatvermögen als Gegenstück zum Betriebsvermögen ergibt. Dazu zählen alle Vermögensgegenstände, die nicht zu einem Betriebsvermögen gehören.
Es kann ebenfalls in gewillkürtes und notwendiges Privatvermögen unterteilt werden.
- Um gewillkürtes Privatvermögen handelt es sich, wenn Wirtschaftsgüter, die objektiv dazu geeignet wären, den Betrieb zu fördern, subjektiv nicht zu Betriebsvermögen bestimmt werden. Dazu gehören Wertpapiere, die dem Privatvermögen zugeordnet werden. Diese können sowohl privat als auch betrieblich genutzt werden.
- Dem notwendigen Privatvermögen sind die Wirtschaftsgüter zuzurechnen, die keinen funktionalen Bezug zu dem Betrieb aufweisen, der als solcher anerkannt werden kann. Dies sind in erster Linie Wirtschaftsgüter, die der privaten Lebensführung des Unternehmers oder seiner Angehörigen dienen.

Das in der Verfügungsmacht der Gesellschafter stehende Privatvermögen spielt bei der Haftung eine Rolle, da persönlich haftende Gesellschafter auch mit ihrem Privatvermögen für Gesellschaftsschulden haften.
Privatvermögen ist außerhalb des Gesellschaftsrechts auch ein Begriff für das im Eigentum der Privathaushalte stehende Vermögen wie Wohnimmobilien, Hausrat, Kraftfahrzeuge und Geldvermögen (Bargeld, Geldanlagen), das ausschließlich der privaten Lebensführung des Haushalts dient.